# Rettenbacher Mühlbach
Der Rettenbacher Mühlbach, auch Loderbach genannt, ist ein gut drei Kilometer langer Bach im Landkreis Straubing-Bogen in Niederbayern. Gemeinsam mit dem Englmarbach ist er ein Quellbach des Bogenbachs.

## Verlauf
Vom Quellgebiet östlich des Gipfels des Schopf im Schwarzacher Hochwald fließt er nördlich in Richtung Rettenbach bis zur Rettenbacher Mühle. Dann westlich hinab ins Tal des Bogenbachs.

## Umwelt
Teile des Bachlaufs sind als Biotop ausgewiesen. Im Gewässer kommen Bachforellen vor. Am Bach finden Schwarzstörche Nahrung.

## Wasserkraftnutzung
Heute erzeugen Wasserkraftanlagen mit Druckleitungen Elektrizität. Früher gab es die ''Rettenbacher Mühle'' und die ''Feldmer Säge''.

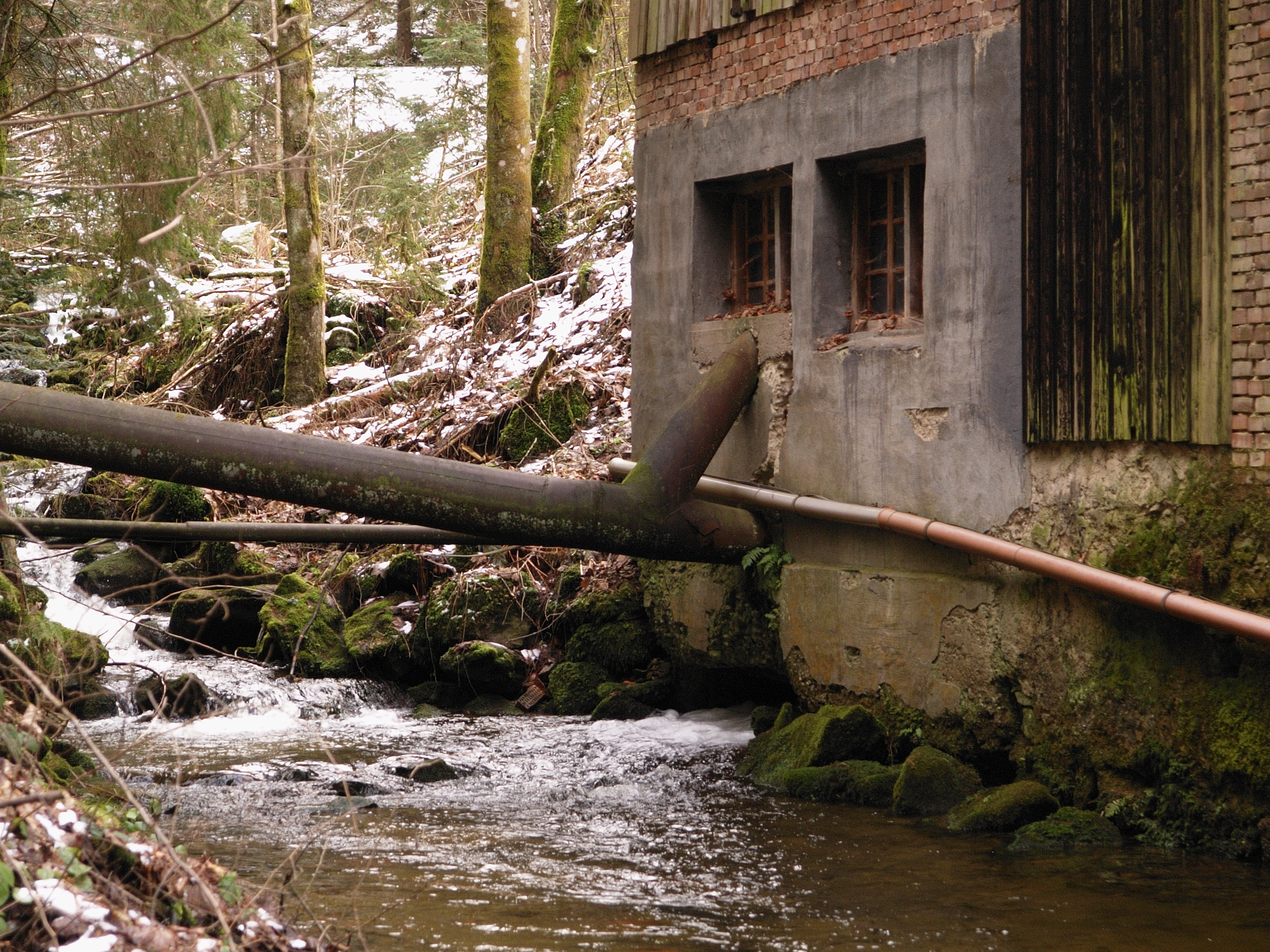
Anlage am Standort der ehemaligen Feldmer Mühle
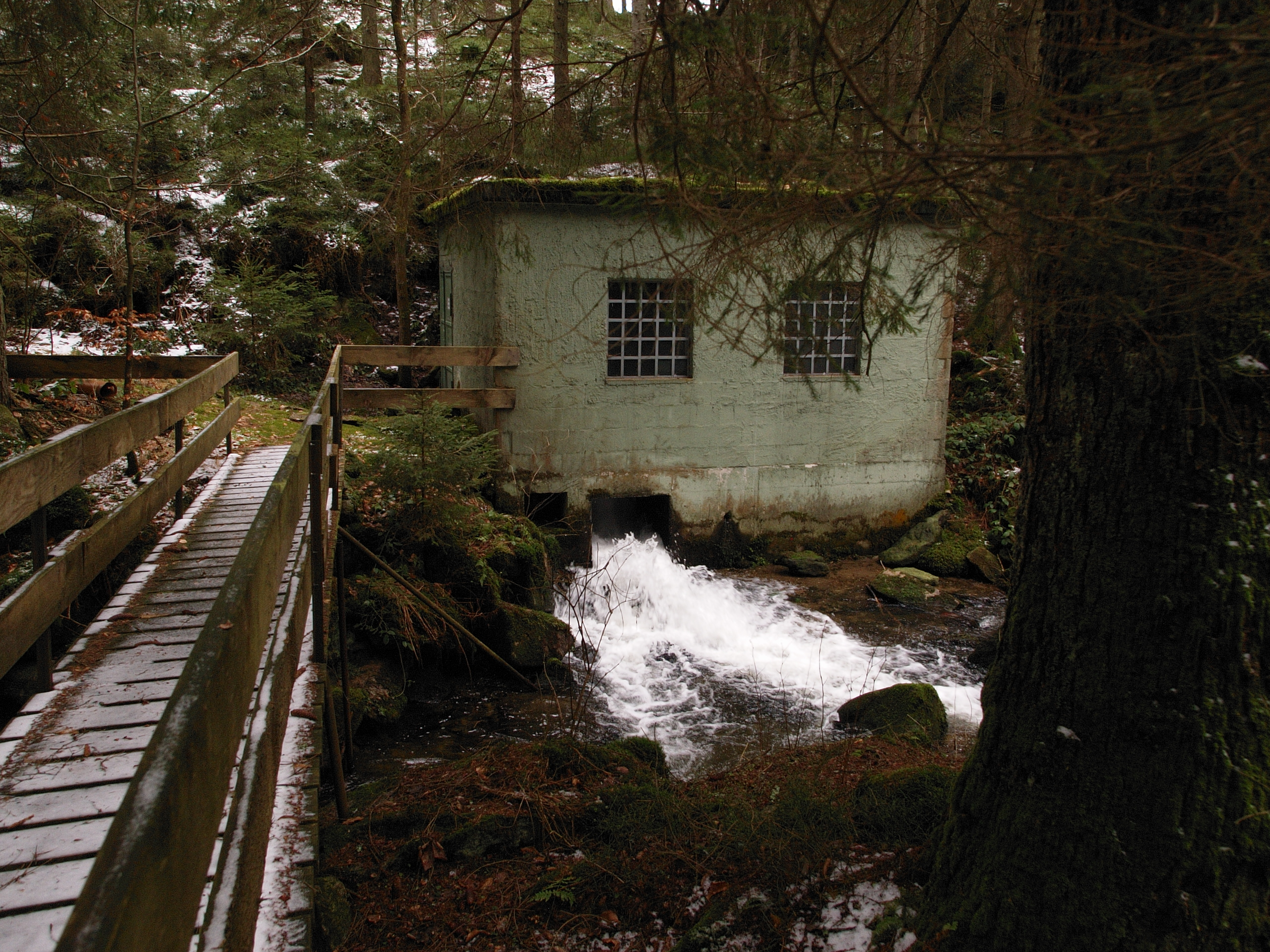
Anlage oberhalb der Mündung in den Englmarbach